# Полтавка (Кировоградская область)
Полта́вка (укр. Полтавка) — село в Компанеевской поселковой общине Кропивницкого района Кировоградской области Украины.
До 2020 года входило в Компанеевский район
Население по переписи 2001 года составляло 610 человек. Почтовый индекс — 28425. Телефонный код — 5240. Код КОАТУУ — 3522885001.